# ASRock
ASRock Inc. е производител на дънни платки, индустриални компютри и HTPC компютри, базиран в Тайван и оглавяван от Тед Шу (Ted Hsu, /ˈʃuː/). Компанията е основана през 2002 г. и се притежава от Pegatron Corporation.

## История
ASRock първоначално е създадена от ASUS през 2002 г. с цел да се конкурира с компании като „Foxconn“ за нуждите на OEM пазара. След това ASRock постига преднина в DIY сектора и започват планове за придвижване на компанията към сектора на големите производители през 2007 г., след успешното първично публично предлагане на акции на Тайванската стокова борса. През 2010 г. става част от Pegatron.
ASRock успява да изгради репутация заради добра стойност на отношението цена/производителност от технологичните сайтове, включително награди и препоръки за гама от нейни продукти. ASRock продава осем милиона дънни платки през 2011 г., сравнено с ECS и MSI, които продават седем милиона. Данните, които се цитират от DigiTimes, поставят ASRock на трето място след Asustek и Gigabyte. Това е значително подобрение спрямо показанията на компанията през 2009 г., като данните за 2010 г. изстрелват ASRock нагоре, изпреварвайки както MSI, така и ECS. Това позиционира ASRock в челната група от производители на дънни платки.

## Продукти и услуги
Освен дънните платки, настолните мини-компютри на ASRock също имат много добра конкурентоспособност сред международната общност. Тези серии от продукти често се препоръчват от медиите и имат впечатлителна история от спечелени награди. Три продукта на ASRock са в шорт-листата за 2012 Taiwan Brand Award за първи път, а след това стават препоръчани продукти от Външнотърговския съвет за развитие, когато те промотират качествения облик на тайванските марки по света. През 2012 г. ASRock настъпва в сферата на индустриалните компютри и пазара на сървърни дънни платки, като се очаква да има по-големи печалби в бъдеще.

## Почетна награда
Като водеща компания производител на дънни платки, компанията ASRock се цели главно в потребителските и ентусиастките сегменти при дънните платки за различни видове потребители и също така има репутацията за надеждност и опитност по целия свят. За разработки и производство започва да изгражда своето име от 2002 г. С уникалните функции като XFast 555 технологията (XFast RAM, XFast LAN, XFast USB), ASRock 7-Series дънните платки позволяват на потребителите да усетят увеличението в производителността (до 5 пъти по-бързо) в сферата на цялостната производителност на компютъра, LAN и USB скоростта на трансфер на данни. ASRock добива репутация за изграждането на надеждни дънни платки с много конкурентни ценови нива. ASRock не само че разбива рекордите по продажби в пазара на дънни платки, но и печелещите награди продукти също така са препоръчани от глобалните медии. Например, ASRock спечели наградата на Tom’s Hardware – „Препоръчителна покупка“ за 2012 г. с X79 Extreme4 и също така печели наградата „Препоръчано от редактора“ от лабораторията на Xbit за 2012 г. с Z77 Extreme4. Освен това, ASRock Z68 Extreme7 Gen3, Fatal1ty Z68 Professional Gen3 и серията мини компютри получават отличието „Тайвански награди за марки“ през 2011 г., представящи имиджа на Тайван на високо качество в технологичния сектор.

## Пазарно покритие
ASRock влиза в световната тройка на марки дънни платки и дистрибуционните канали покриват магазини за електроника, компютърни магазини, ритейлъри и онлайн магазини. Големите продажбени региони през 2011 включват Европа с 37,68%, Централна и Южна Америка с 21,13%, Азиатският тихоокеански регион с 40,95% и други пазари с 0,24%. Като цяло ASRock отчита голям дял на продажбите си в Азия и Европа в сферата на цялостното си представяне.

## Пазарно представяне
Според годишния доклад на Digitimes 2011, ASRock се стреми да изгради своя бранд и расте много бързо през последните няколко години. От 2 години ASRock е една от челните три производителки на дънни платки, а цялостната производителност, предлагана от ASRock, постепенно получава все по-голямо внимание по света.